# ГЕС Гамбсгайм
ГЕС Гамбсгайм (фр. Barrage hydro-électrique de Gambsheim) — гідроелектростанція на Верхньому Рейні. Входить до складу рейнського каскаду, знаходячись між ГЕС Страсбург (вище по течії) та Іффецгайм. Це вже дев'ята станція на прикордонній між Францією та Німеччиною ділянці Верхнього Рейну, проте якщо верхні вісім споруджувались Францією, котра за умовами Версальського договору має права на одноосібне господарське використання певної ділянки річки, то Гамбсгайм звели спільно з німцями в парі з наступною станцією Іффецгайм.
У місці спорудження гідрокомплексу Рейн розділено на дві протоки. Праву, прилеглу до німецького берегу, перекриває допоміжна гребля із шести водопропускних шлюзів. Ліва протока в свою чергу також розділяється невеликим острівцем на дві, перекриті греблями загальною довжиною 250 метрів та висотою 15 метрів, які містять машинний зал руслового типу та два судноплавні шлюзи.
Основне обладнання станції становлять чотири бульбові турбіни загальною потужністю 108 МВт. При напорі у 10,25 метра вони забезпечують виробництво 685 млн кВт-год електроенергії на рік.